# بيلي بيشوب
بيلي بيشوب هو طيار كندي، ولد في 8 فبراير 1894 في أوين ساوند في المقاطعة أونتاريو، كندا، وتوفي في 11 سبتمبر 1956 في بالم بيتش في الولايات المتحدة.

## وصلات خارجية
- بيلي بيشوب على موقع الموسوعة البريطانية (الإنجليزية)